# S' vetrom uz lice
S' vetrom uz lice [sic], treći je studijski album srpske rock grupe Ekatarina Velika. Ovaj album je izdanje koje se smatra komercijalnim probojem za bend.

## Pjesme
1. "Budi sam na ulici" - 5:10
2. "Ti si sav moj bol" - 3:54
3. "Kao da je bilo nekad" - 4:28
4. "Umorna" - 4:38
5. "Novac u rukama" - 3:43
6. "Sarajevo" - 2:52
7. "Stvaran svet oko mene" - 2:46
8. "Soba" - 4:27
9. "Grad" - 4:09

## Glazbenici
- Milan Mladenović - glas, gitara
- Margita Stefanović -klavir, klavijature
- Bojan Pečar - bas-gitara
- Ivan "Raka" Ranković - bubnjevi